# Roxy - Tonight's the Night Live
Roxy - Tonight's the Night Live es un álbum en directo del músico canadiense Neil Young, publicado por la compañía discográfica Reprise Records el 24 de abril de 2018. El álbum, parte de la serie Neil Young Archives, fue grabado durante tres conciertos entre el 20 y el 23 de septiembre de 1973 en el Roxy Theatre de Hollywood junto con el grupo Santa Monica Flyers e incluye el debut en directo de las canciones que conformaron el álbum Tonight's the Night. Roxy - Tonight's the Night Live fue publicado en una edición exclusiva del Record Store Day antes de su edición global en CD, vinilo y descarga digital el 24 de abril de 2018.

## Lista de canciones
Todas las canciones escritas por Neil Young excepto donde se anota.
| Cara A |                       |                 |          |  |
| N.º    | Título                | Escritor(es)    | Duración |  |
| 1.     | «Intro»               |                 | 0:51     |  |
| 2.     | «Tonight's the Night» |                 | 6:48     |  |
| 3.     | «Roll Out the Barrel» | Jaromír Vejvoda | 0:52     |  |
| 4.     | «Mellow My Mind»      |                 | 3:11     |  |
| 5.     | «World on a String»   |                 | 2:43     |  |
| 6.     | «Band Intro»          |                 | 1:23     |  |

| Cara B |                                      |          |  |
| N.º    | Título                               | Duración |  |
| 1.     | «Speakin' Out»                       | 6:37     |  |
| 2.     | «Candy Bar Rap»                      | 0:31     |  |
| 3.     | «Albuquerque»                        | 3:51     |  |
| 4.     | «Perry Como Rap»                     | 0:17     |  |
| 5.     | «New Mama»                           | 2:39     |  |
| 6.     | «David Geffen Rap»                   | 0:35     |  |
| 7.     | «Roll Another Number (For the Road)» | 4:40     |  |
| 8.     | «Candy Bar 2 Rap»                    | 0:28     |  |

| Cara C |                                 |          |  |
| N.º    | Título                          | Duración |  |
| 1.     | «Tired Eyes»                    | 7:02     |  |
| 2.     | «Tonight's the Night – Part II» | 6:38     |  |
| 3.     | «Walk On»                       | 3:38     |  |
| 4.     | «Outro»                         | 0:31     |  |

## Personal
Músicos
- Neil Young – voz, guitarra, piano y armónica.
- Ben Keith – pedal steel guitar, guitarra slide y coros.
- Nils Lofgren – piano, guitarra y coros.
- Billy Talbot – bajo.
- Ralph Molina – batería y coros.

Equipo técnico
- David Briggs – productor musical.
- Gene Eichelberger, Denny Purcell – ingenieros de sonido.
- Tim Mulligan – monitor.
- John Talbot, Carl Countryman – equipación.
- John Nowland – mezclas.
- Jeff Pinn – ingeniero asistente.
- Chris Bellman – masterización.
- John Hanlon – masterización y posproducción.

## Posición en listas
| País                            | Posición |
| ------------------------------- | -------- |
| Alemania (Media Control Charts) | 20       |
| Australia (ARIA)                | 97       |
| Austria (Ö3 Austria)            | 25       |
| Bélgica (Ultratop flamenca)     | 27       |
| Bélgica (Ultratop valona)       | 79       |
| España (PROMUSICAE)             | 36       |
| Estados Unidos (Billboard 200)  | 70       |
| Hungría (MAHASZ)                | 39       |
| Irlanda (IRMA)                  | 63       |
| Italia (FIMI)                   | 69       |
| Nueva Zelanda (RMNZ)            | 3        |
| Países Bajos (Album Top 100)    | 41       |
| Reino Unido (UK Albums Chart)   | 30       |
| Suiza (Schweizer Hitparade)     | 61       |